# Seznam nosilcev srebrne medalje generala Maistra z meči
Seznam nosilcev srebrne medalje generala Maistra z meči.

## Seznam
(datum podelitve - ime)
- neznano - Jože Arh - Jože Arko - Bogdan Avber - Franc Balantič  - Franc Balas - Jože Baranašič - Miran Barborič - Tihomir Baturek - Iztok Beslič - Janez Bohar - Jože Bolovič - Drago Božac - Mihalj Bukovec - Branko Bulovec - Franc Burger - Aleksander Carli - Srečko Cehnar - Štefan Cimer - Ljubo Černe - Stojan Debeljak - Slavko Deklava - Dušan Doberšek - Franc Dominko - Stanko Dužič - Zdravko Fajmut - Borut Fefer - Fikret Fejzič - Ivo Ferk - Branko Garnbret - Andrej Godec - Marjan Grabnar - Mladen Grgurič - Boris Gril - Samo Gubenšek - Martin Henigsman - Bojan Horvat - Zvone Hribernik - Dušan Hudolin - Bogdan Hvalc - Janez Ivšič - Branko Janeš - Ludvik Jonaš - Iztok Jordan - Dragomir Jovanovič - Jože Jurša - Andreja Kapušin - Stojan Kastelic - Janez Kavar - Anton Klobčaver - Franc Kne - Vojko Kobal - Srečko Kodrič - Stanislav Konda - Borut Kordež - Alojz Koševič - Rusi Košmrlj - Stanko Košnik - Danijel Kovačič - Alojz Kovšča - Pavle Krapež - Tomaž Krek - Jože Križman - Dušan Krošl - Smiljan Kuhar - Stane Kunstelj - Dušan Levičnik - Zdravko Likar - Miran Loparec - Vladimir Maher - Marjan Mahnič - Jože Majcenovič - Ivan Marc - Peter Marendič - Boris Markelj - Franc Marko - Friderik Markovčič - Anton Marolt - Igor Martinčič - Marijana Mavsar - Albin Mikulič - Peter Močan - Zvonko Mulej - Jože Murko - Zvonko Murko - Karlo Nanut- Milan Nerat - Mirko Novak - Branko Obranovič - Dejan Okovič - Boris Ožbolt - Tomo Pejič - Marko Peklaj - Anton Perko - Boris Petančič - Ivo Petrinič - Marko Plut - Boris Pogačar - Branko Posarič - Vladimir Pravdič - Mitja Premrl - Janez Prijatelj - Viktor Pšeničnik - Jože Rajh - Božo Ramšak - Koloman Rituper - Tomaž Ročnik - Andrej Rugole - Dušan Sikošek - Stojan Skočir - Vilibald Skrt - Boris Skubic - Milan Slana - Gregor Slivšek - Ivan Smodiš - Darko Srpčič - Živko Stanič- Peter Šircelj - Vlado Šloser - Viljem Šolar - Gorazd Šošter - Marjan Špacapan - Emil Špilar - Aleksander Štampar - Blaženko Štimac - Igor Štrucel - Natalija Šuc - Branko Turk - Zvonko Velikonja - Dušan Velše - Marjan Videtič - Goran Vidrih - Pavel Vindišar - Bojan Zgonc - Igor Žežlin - Stanko Žitnik